# Örley Flóra
Örley Flóra (Nagyvárad, 1861. – Budapest, 1940. december 25.) operettprimadonna, színésznő. Unokaöccse Hlatky Endre volt.

## Élete
Örley Dénes és Bulyovszky Sarolta lánya. 1878-ban elvégezte a Színművészeti Akadémiát, s már az 1878–79-es évadban fellépett a Nemzeti Színházban, ahol kétéves szerződést kapott. 1881-től 1887-ig Debrecenben játszott, 1887-89-ben Szegeden, 1889-92-ben Kolozsvárott, majd 1893-94-ben Miskolcon. 1892 telén a debreceni társulattal lépett fel. 1894 novemberében Krecsányi Ignác társulatához szerződtette. 1898 és 1905 között Somogyi Károly társulatának tagja volt. 1905-től 1912-ben bekövetkezett nyugdíjazásáig a Magyar Színház és a Király Színház szerződtette. 1922-től az Országos Színészegyesület operettszakán tanított. Ekkoriban még fellépett a Városi Színházban is.

## Főbb szerepei
- Franz von Suppé: Boccaccio –
- Csepreghy Ferenc: A piros bugyelláris – Zsófi
- Verő György: Leánynéző – az özvegy
- Megyeri Dezső: Katonás kisasszony – címszerep
- Makó Lajos: Mongodin úr felesége – Rosalie
- Jacques Offenbach: Hoffmann meséi –
- ifj. Johann Strauss: A cigánybáró –
- Lehár Ferenc: A víg özvegy – Praskovia
- Oscar Straus: Varázskeringő – Friderika
- Leo Fall: Dollárkirálynő – Miss Thomson